# Weiler bei Bingen

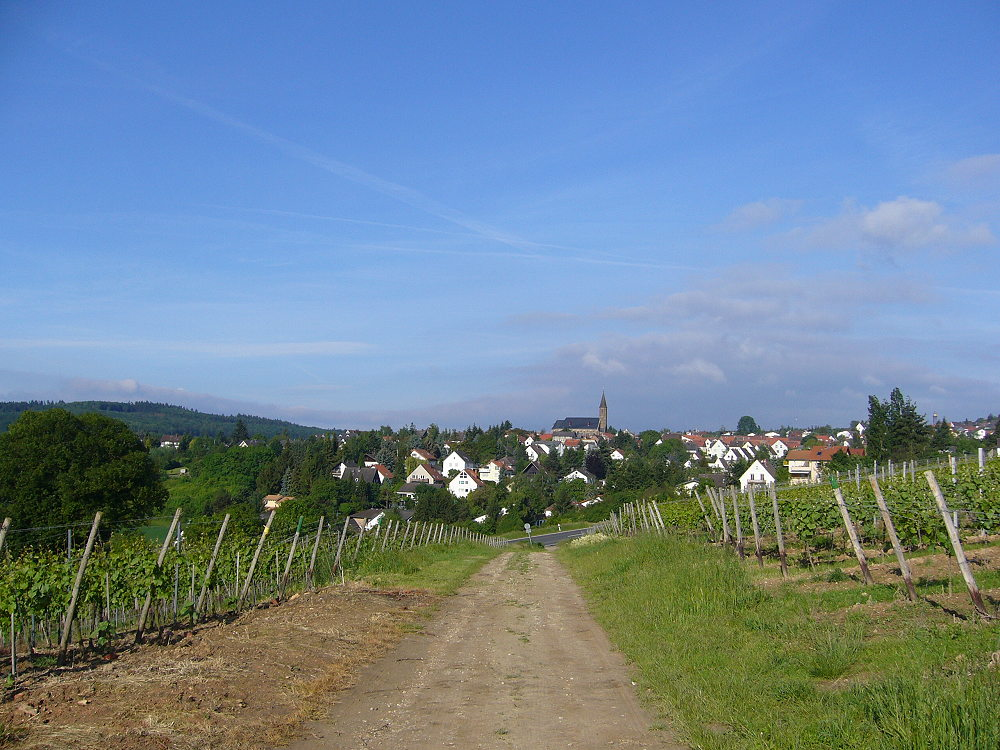
Das Panorama von Weiler bei Bingen

Weiler bei Bingen ist eine Ortsgemeinde im Landkreis Mainz-Bingen in Rheinland-Pfalz. Sie gehört der Verbandsgemeinde Rhein-Nahe an, die ihren Verwaltungssitz in Bingerbrück, einem Stadtteil von Bingen am Rhein hat.

## Geographie
Der Weinort Weiler bei Bingen liegt zwischen Koblenz und Bad Kreuznach südöstlich des Binger Walds und grenzt im Osten an die Stadt Bingen.
Zur Gemeinde gehören auch die Wohnplätze Am Rondell, Forsthaus Heiligkreuz, Forsthaus Lauschhütte, Honigberg, Jägerhaus, Jagdhaus Lendershof und das Kindererholungsheim.
An die Gemarkung von Weiler angrenzende Nachbarorte sind neben der Stadt Bingen die Ortsgemeinden Münster-Sarmsheim im Südosten, Waldalgesheim und Daxweiler im Westen, Dichtelbach, Oberheimbach und Niederheimbach im Nordwesten, Trechtingshausen im Norden und – mit einem Abschnitt im Rhein, der gleichzeitig die Landesgrenze bildet – der bereits zu Hessen gehörende Stadtteil Assmannshausen von Rüdesheim am Rhein.

## Geschichte
Erstmals im Jahre 823 wird der Name des Ortes in einer Urkunde Kaiser Ludwig des Frommen erwähnt. Dem Sammler- und Forschergeist des verstorbenen Weilerer Bürgers Heinrich Bell verdanken wir jedoch die Erkenntnis, dass sich in der Weilerer Gemarkung schon in der frühen Steinzeit Leben regte. Auf einer bereits von den Kelten benutzten Wegeverbindung hatten die Römer (52 v. bis 405 n. Chr.) eine moderne Heeres- und Handelsstraße angelegt, die Mainz mit Trier verband und an Weiler vorbeiführte (Ausoniusstraße). In dem auf Weilerer Gemarkung liegenden Binger Stadtwald werden seit 1994 die Reste eines römischen Gutshofes (Villa Rustica) freigelegt (siehe Villa Rustica (Weiler bei Bingen)).
Die politische und gesellschaftliche Entwicklung war stets mit Bingen verbunden, die Weilerer Gemarkung war Teil der „Binger Mark“. Die Mainzer Erzbischöfe und Kurfürsten hatten die Ortsherrschaft über die beiden Gemeinwesen inne. Sie ging 1438 an das Mainzer Domkapitel über und bestand nun fort, bis französische Revolutionstruppen 1794 das linke Rheinufer besetzten. Nach dem Frieden von Campo Formio wurde 1798 die Nahe zur Grenze zwischen den französischen Départements Donnersberg (Mont-Tonnerre) und Rhein-Mosel (Rhin-et-Moselle). Der Wiener Kongress von 1815 teilte Weiler dem Königreich Preußen zu und 1816 kam Bingen zum Großherzogtum Hessen (Hessen-Darmstadt). Jetzt war die Nahe zur Staatsgrenze geworden. Mit dem Bau der Eisenbahnlinien an Rhein und Nahe gewann der Weilerer Ortsteil Rupertsberg an Bedeutung. Er wurde 1892 durch eine königlich-preußische Verfügung unter dem Namen Bingerbrück selbständig, aus der Weilerer Gemarkung ausgegliedert und 1969 in die Stadt Bingen eingemeindet.
Nach dem Zweiten Weltkrieg wurde Weiler innerhalb der französischen Besatzungszone Teil des 1946 neu gebildeten Landes Rheinland-Pfalz.
Eine erste Kirche im Ort wurde schon im Jahre 1128 urkundlich erwähnt. An deren Stelle steht heute die katholische Kirche St. Maria Magdalena. Sie wurde im Jahre 1866 als Hallenkirche im neogotischen Stil erbaut. Sie dominiert bis heute das Panorama der Gemeinde Weiler bei Bingen.
Zu erwähnen ist weiterhin die historische Beziehung von Weiler zum Kloster Rupertsberg. So befand sich das Rupertsberger Hofgut des Klosters der Heiligen Hildegard von Bingen an der Abzweigung der Hofstraße zum Bangertweg in Weiler.
Die Gemeinde wurde am 1. Januar 1973 von Weiler bei Bingerbrück in Weiler bei Bingen umbenannt.

## Politik

### Gemeinderat
Der Gemeinderat in Weiler besteht aus 20 Ratsmitgliedern, die bei der Kommunalwahl am 9. Juni 2024 in einer personalisierten Verhältniswahl gewählt wurden, und dem ehrenamtlichen Ortsbürgermeister als Vorsitzendem.
Die Sitzverteilung im Gemeinderat:
| Wahl | SPD | CDU | FDP | FWG * | WGR ** | Gesamt   |
| ---- | --- | --- | --- | ----- | ------ | -------- |
| 2024 | –   | –   | 2   | 5     | 13     | 20 Sitze |
| 2019 | 5   | 4   | 2   | 9     | –      | 20 Sitze |
| 2014 | 5   | 7   | 1   | 7     | –      | 20 Sitze |
| 2009 | 6   | 9   | 1   | 4     | –      | 20 Sitze |
| 2004 | 5   | 9   | 1   | 5     | –      | 20 Sitze |

### Bürgermeister
Jochen Raab (Wählergruppe Raab) wurde am 5. August 2024 Ortsbürgermeister von Weiler bei Bingen. Bei der Direktwahl am 9. Juni war er als einziger Bewerber mit einem Stimmenanteil von 88,8 % für fünf Jahre gewählt worden.
Raabs Vorgänger Adam J. Schmitt (FWG) hatte das Amt am 27. August 2019 übernommen. Seine Wahl erfolgte durch den Gemeinderat, nachdem bei der Direktwahl am 26. Mai 2019 kein Kandidat angetreten war. Er wurde damit Nachfolger von Marika Bell, die nicht mehr kandidiert hatte. Am Ende der Wahlperiode kandidierte Schmitt nicht erneut als Ortsbürgermeister.

### Gemeindepartnerschaft
Eine kommunale Partnerschaft besteht seit 2002 mit der Gemeinde Sona in der Provinz Verona in Italien.

## Wirtschaft und Infrastruktur

### Verkehr
- Die Bundesautobahn 61 wird nach rund sieben Kilometern an der Anschlussstelle Stromberg erreicht.
- Die Bundesautobahn 60 wird nach rund neun Kilometer über die B 9 in Bingerbrück (Richtung Mainz) erreicht.

### Bildung
- Grundschule Heilig-Kreuz (Ganztagsschule)

Weiterführende Schulen in näherer Umgebung sind: IGS in Stromberg, Rochus-Realschule Plus, Stefan-George-Gymnasium, Hildegardis-Gymnasium (nur für Mädchen), Berufsbildende Schule und Technische Hochschule (alle in Bingen).

### Sport und Vereinsleben
Das Kultur- und Sportzentrum umfasst die Rhein-Nahe-Halle, eine Mehrzweckhalle mit 600 Sitzplätzen, Bürgerstube, Sportplatz, Kampfbahn D mit Rasenplatz, Bolzplatz und eine Tennisanlage.
In der ehemaligen Volksschule ist das Rathaus untergebracht, die ehemaligen Schulräume stehen den Ortsvereinen zur Verfügung.
Im Ort gibt es zwei Karnevalvereine, Weilerer Carneval Verein und Carneval Club Weiler.

## Persönlichkeiten

### Ehrenbürger
- Wilhelm Menke (* 24. Februar 1914, † 31. März 2002), Mitinhaber der NSM-Apparatebaugesellschaft Bingen
- Hermann Josef Stipp (* 30. Juli 1917, † 7. Oktober 2003), Arbeitsgerichtsdirektor, Heimatforscher
- Jakob Eiger (* 29. August 1909, † 11. Dezember 2007), Grafiker
- Ewald Rittweiler (* 16. Oktober 1928, † 2016[11]), Postbeamter a. D.
- Franz Kellermeier (* 29. August 1927, † 2016[11]), Schulleiter a. D.

### In Weiler geboren
- Wilhelm Massing (* 1904, † 1981), Architekt, in Weiler geboren und aufgewachsen
- Heinrich Bell (* 25. Juni 1907, † 1. Mai 1986), Landwirt, Steinzeit- und Heimatforscher, lebte und arbeitete in Weiler

### Mit Weiler verbunden
- Bernhard Scherer (* 22. Juli 1896, † 20. Juni 1951), Kirchenmaler, arbeitete an der Weilerer Kirche St. Maria Magdalena.[12]
- Nikolaus Lautz (* 1. Oktober 1918, † 11. Juli 1997), Bahnbeamter, Kommunalpolitiker, ehrenamtlicher Ortsbürgermeister von 1964 bis 1974[13]
- Josef Kollay (* 17. März 1922, † 31. Juli 2008), Verwaltungsbeamter, Kommunalpolitiker, von 1976 bis 1986 Bürgermeister der Verbandsgemeinde Rhein-Nahe, lebte in Weiler und leitete den dortigen Männergesangverein.[14][15]
- Konrad Schmitt (* 11. November 1922), Landwirt, Verwaltungsbeamter, Kommunalpolitiker, von 1974 bis 1984 Ortsbürgermeister von Weiler[16]
- Helmut Herminghaus (1928–2020), Physiker, lebte in Weiler.
- Hans Günter Altenhofen (* 21. Oktober 1931), Kaufmann, Kommunalpolitiker, Ortsbürgermeister von Weiler von 1984 bis 1999, Kreistagsmitglied von 1994 bis 2004, Träger des Bundesverdienstkreuzes am Bande[17]
- Manfred Mols, Prof. (emeritiert) (* 27. Februar 1935, † 3. Mai 2016[18]), Bundesverdienstkreuz am Bande, starb in Weiler.
- Günter Ederer (* 1941), Wirtschaftsjournalist, Schriftsteller und Filmemacher, lebt in Weiler.[19]
- Wolfgang Kollay (* 18. Juli 1948, † 8. Januar 2018), Verwaltungsbeamter, Kommunalpolitiker, von 1999 bis 2008 Bürgermeister der Verbandsgemeinde Rhein-Nahe, lebte in Weiler.[20][21]
- Adam Josef Schmitt (* 30. Mai 1949), Jurist, Erster hauptamtlicher Beigeordneter des Landkreises Mainz-Bingen und ehrenamtlicher Ortsbürgermeister von 2019 bis 2024[22]
- Erwin Owtscharenko (* 8. August 1955), Polizeibeamter, ehrenamtlicher Ortsbürgermeister von 1999 bis 2011[23]
- Christa Orben (* 1990), Moderatorin des ZDF-Wetters, wuchs in Weiler auf.[24]
- Immanuel Höhn (* 1991), Fußballspieler, wuchs in Weiler auf.